# St. Symphorian (Zell am Harmersbach)

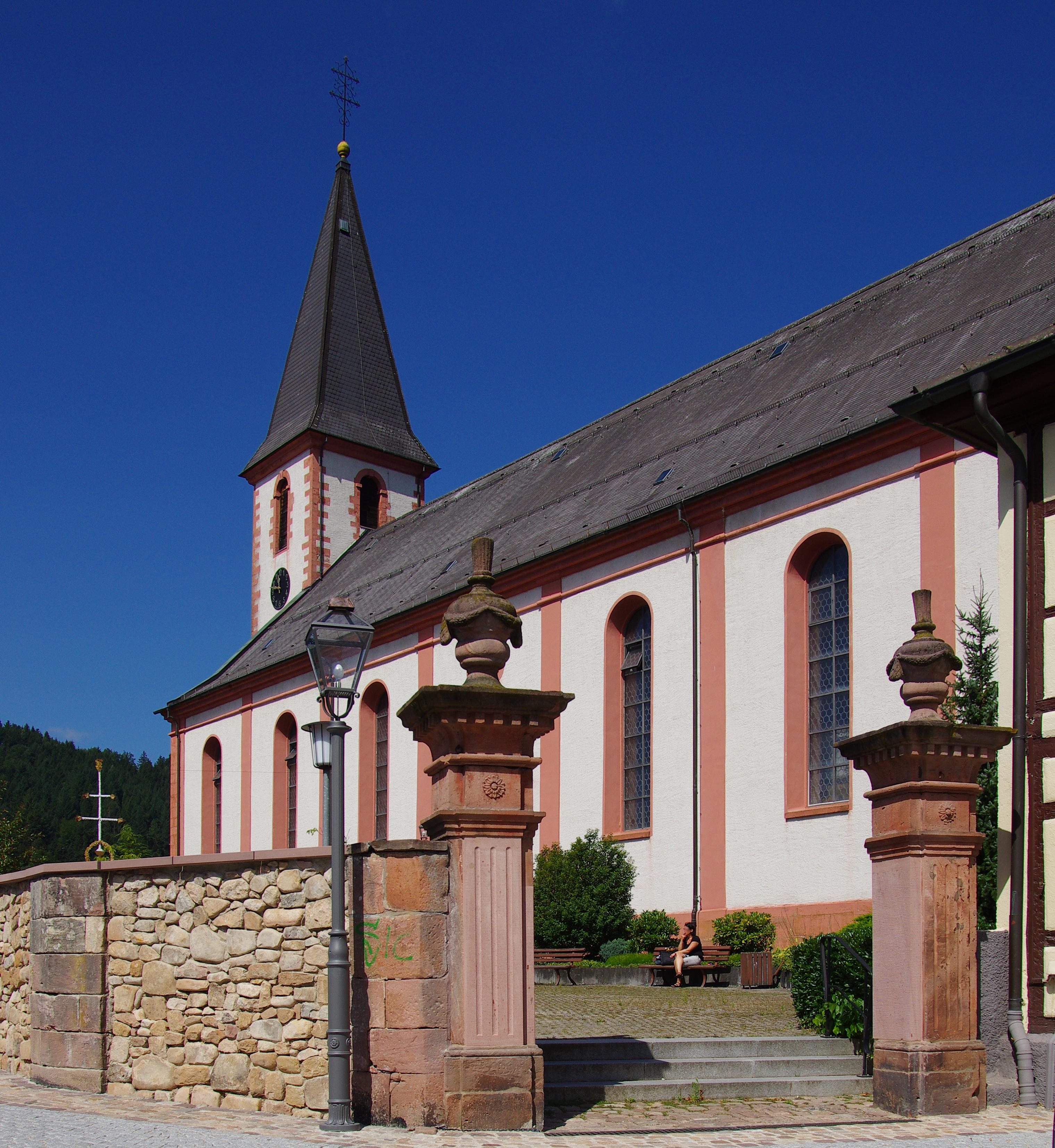
St. Symphorian von Südost

St. Symphorian ist die römisch-katholische Pfarrkirche von Zell am Harmersbach, einer Stadt im Ortenaukreis von Baden-Württemberg, am Zusammenfluss von Harmersbach und Nordrach gelegen, die gemeinsam in die Kinzig münden. Die Pfarrgemeinde bildet mit St. Gallus in Oberharmersbach, St. Ulrich in Nordrach, St. Blasius in Biberach und St. Mauritius in Prinzbach (Ortsteil der Gemeinde Biberach) die Seelsorgeeinheit Zell am Harmersbach im Dekanat Offenburg-Kinzigtal des Erzbistums Freiburg. Zum Dekanat Offenburg-Kinzigtal gehört man seit der Dekanatsreform am 1. Januar 2008. 
Geschichte und Gestalt der Kirche haben besonders der Lehrer und Heimatforscher Franz Disch (1870–1948) und der als Seelsorger in Zell am Harmersbach tätige Kapuzinerpater Adalbert Ehrenfried erforscht.

## Geschichte
Mönche des kinzigabwärts gelegenen Klosters Gengenbach haben Zell am Harmersbach gegründet; von einer Mönchszelle hat es den Namen. Etwas erhöht, wo heute St. Symphorian steht, befand sich die erste Siedlung. Erwähnt wird Zell erstmals 1139 – in einer Besitzbestätigung Papst Innozenz’ II. für den Gengenbacher Abt – als „cella“. Die Herrschaft über Zell entstand aus der Gengenbacher Vogtei. Sie kam von den Zähringern, den Staufern, den Geroldseckern und den Bischöfen von Straßburg nach dem Interregnum an den Habsburger Rudolf I. Unter den Habsburgern wurde Zell Anfang des 14. Jahrhunderts Freie Reichsstadt. Mit der Mediatisierung durch den Reichsdeputationshauptschluss 1803 verlor es die Reichsunmittelbarkeit, mit dem Frieden von Pressburg 1805 fiel es an das Großherzogtum Baden. Kirchlich ging es 1921 vom Bistum Straßburg ans Erzbistum Freiburg über.

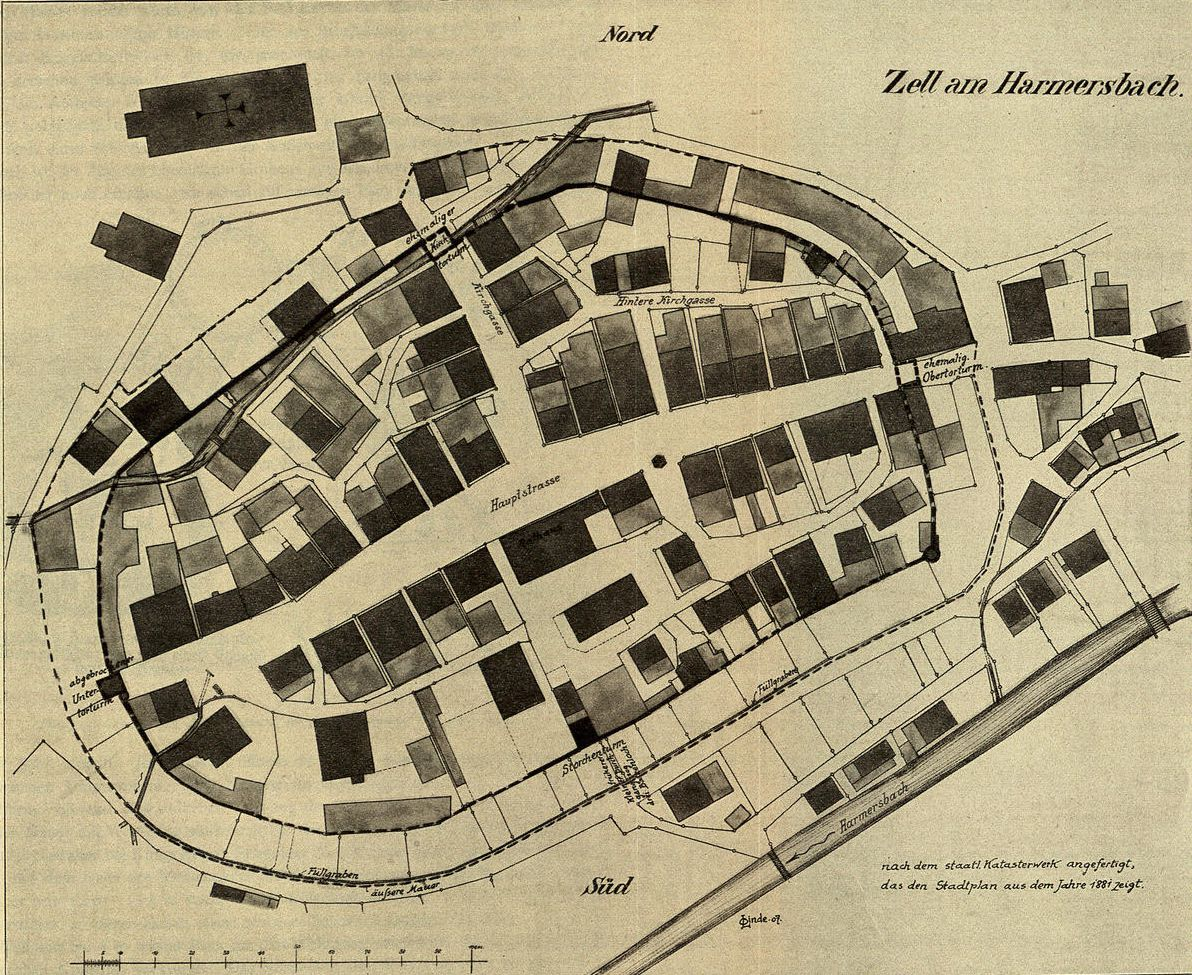
Zell am Harmersbach mit St. Symphorian 1881

Die Pfarrei umfasste zunächst außer Zell die Orte Oberharmersbach, Nordrach und Biberach. Dort wurden später selbständige Pfarreien errichtet, die heute in der Seelsorgeeinheit wieder verbunden sind.

Die Zeller Pfarrkirche ist 1206 erstmals bezeugt, als der Straßburger Bischof Heinrich II. von Veringen Gengenbach das Recht verlieh, die Pfarrstelle mit einem seiner Mönche zu besetzen. Von Gengenbach stammt auch die Verehrung des heiligen Symphorian, der unter Mark Aurel, römischem Kaiser von 161 bis 180, in Autun in Burgund den Märtyrertod erlitt. Die Gengenbacher Benediktiner hatten die Verehrung von ihrem Mutterkloster Gorze in Lothringen mitgebracht. Haben in Frankreich zahlreiche Kirchen und Klöster ihn zum Patron, so im Erzbistum Freiburg ausschließlich die Zeller Kirche, nachgewiesen seit 1666, wo es in einem Visitationsprotokoll heißt:

„Huis parochialis ecclesiae patronus coeli est s. Symphorianus, terrenus vero decimator et collator abbas gengenbacensis; habet capellas tres, unam in Gambach divae virgini sacra, secundam s. Michaelis archangeli in Kúrnbach, tertiam in Enterspach; animas regendes habet 800 circiter.
Himmlischer Patron dieser Pfarrei ist der heilige Symphorian, irdischer Zehnt- und Kollaturherr der Gengenbacher Abt; sie hat drei Kapellen, eine in Gambach der allerheiligsten Jungfrau geweiht; die zweite in Kirnbach dem heiligen Erzengel Michael; die dritte in Entersbach; sie zählt etwa 800 Seelen.“

Die drei Kapellen sind die Wallfahrtskirche Maria zu den Ketten in Unterharmersbach, St. Michael in Kirnbach und St. Nikolaus in Unterentersbach. Von 1974 bis 1975 sind die drei Siedlungen Ortsteile von Zell am Harmersbach. Im Spätmittelalter und bis zum Reichsdeputationshauptschluss gehörten Unterharmersbach und Kirnbach aber zu dem von der Freien Reichsstadt weitgehend unabhängigen und mit ihr häufig streitenden „Reichstal Harmersbach“.

## Baugeschichte
Die älteste aktenkundige Kirche, eine Chorturmkirche, ließ der französische Marschall Jean Baptiste Budes de Guébriant 1643 im Dreißigjährigen Krieg mitsamt Pfarrhaus, Mesnerhaus und Schule „ohne alle erhöbliche Ursach <...> erbärmlich einäschern“. In der Kriegs- und Nachkriegszeit war an Wiederaufbau nicht zu denken. 1652 wandten sich die Stadtväter an den Kaiser in Wien, „da sie anjetzo keine eigene Kürchen mehr in ihrer Pottmäßgkeit hätten und wegen in diesem blutdürstigen Krieg erlittenen Schaden dermaßen verarmt wären, daß sie dieselbe nit widerumb erbauen köndten“. Ferdinand III. konnte nicht helfen. Erst 1657 wurde eine Notkirche mit einem hölzernen Turm errichtet, von Anfang an viel zu klein. Weiteres machten die Auswirkungen des Holländischen Kriegs von 1672 bis 1678, des Pfälzischen Erbfolgekriegs von 1688 bis 1697 und des Spanischen Erbfolgekriegs von 1701 bis 1714 unmöglich. Im Jahr 1721 wurde die Notkirche um 12 m verlängert, 1722 ein neuer, steinerner Westturm gebaut. Das Innere blieb trostlos, weshalb Pfarrer Coelestin Weippert die Gottesdienste mehr und mehr in Maria zu den Ketten hielt und sich 1725 sogar dort begraben ließ. Die Zeller beklagten sich darüber beim Gengenbacher Abt, „da es nun bald heißen würde, daß die Herren Pfarrer weder lebendig noch tot der Pfarrkirchen achteten“. Statt der Kriege verhinderte nun Streit um die Finanzierung zwischen Kloster Gengenbach, der Reichsstadt und dem Reichstal Harmersbach Abhilfe. 1772 drohte der Straßburger Bischof der Stadt mit dem Interdikt, wenn sie ihr Gotteshaus nicht „in decenten Zustand versetze“. 1788 einigten sich die Baupflichtigen und übertrugen die Ausführung dem Vorarlberger, aus dem Bregenzerwald stammenden Baumeister Josef Hirschbühl. 1791 wurde der Grundstein gelegt. Der Turm von 1722 wurde beibehalten, das Schiff neu errichtet. 1793 fand in Gegenwart der Äbte von Gengenbach und Kloster Schuttern die Weihe durch den Weihbischof von Straßburg und Titularbischof von Dora Johann Jakob Lantz statt. Das die Jahreszahl 1793 ergebende Chronogramm am südlichen Eckpfeiler der Ostfassade lautet:
| HaeC aVLa VnI trInoqVe Deo sVb InVoCatIone sanCtI patronI nostrI ConseCrata est Ioanne IaCobo epIsCopo DorensI sVffraganeo argentInensI | (deutsch:) Dieser Versammlungsort ist dem Dreieinigen Gott unter Anrufung unseres heiligen Patrons geweiht worden von Johann Jakob, Bischof von Dora, Weihbischof von Straßburg. |

1953 wurde die Kirche außen renoviert, 1965 der Altarraum nach den Vorgaben des Zweiten Vatikanischen Konzils umgestaltet und 1988 die Kirche innen renoviert und der Altarraum einmal mehr umgestaltet.

## Äußeres

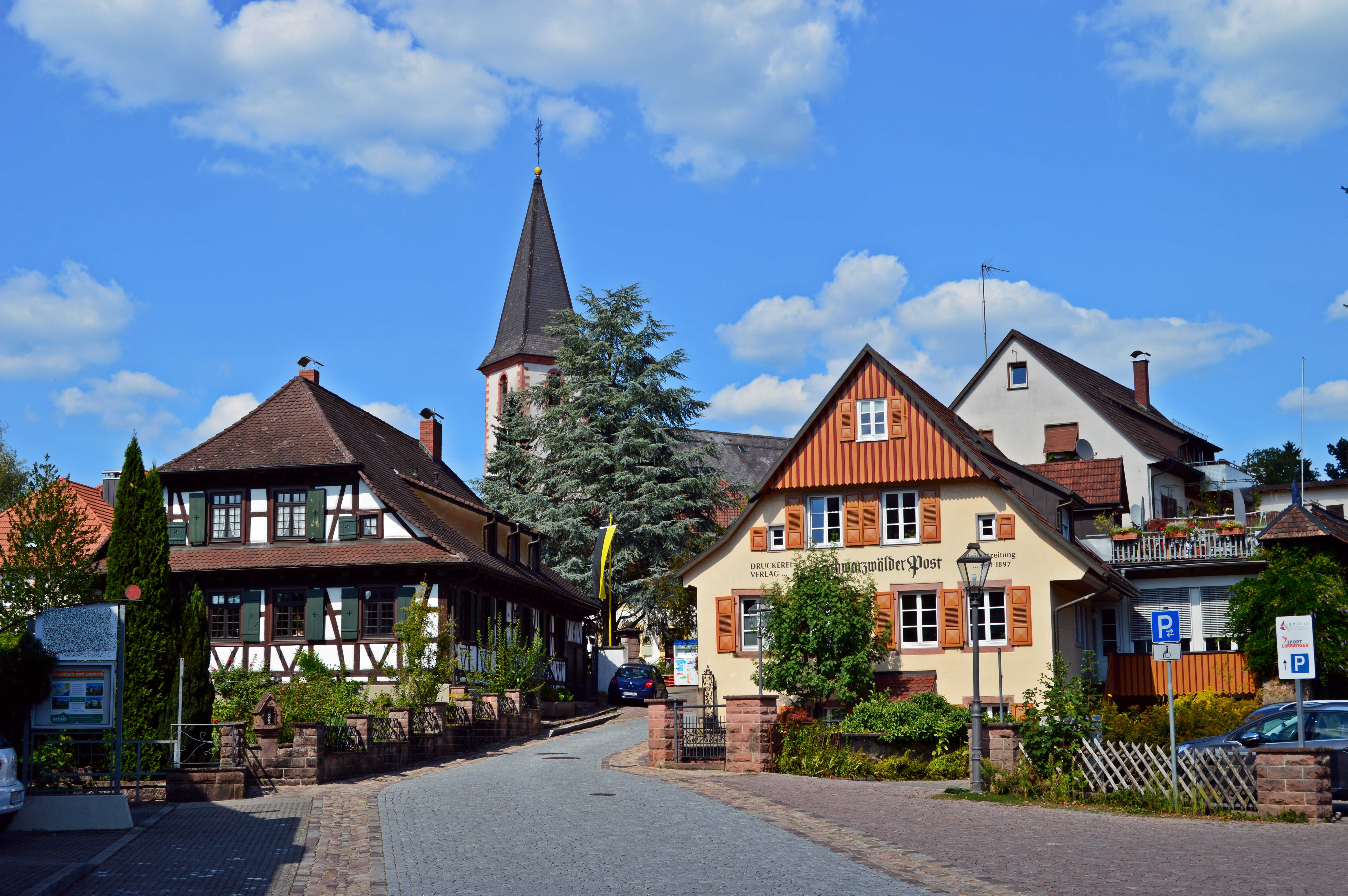
Lage am Stadtrand
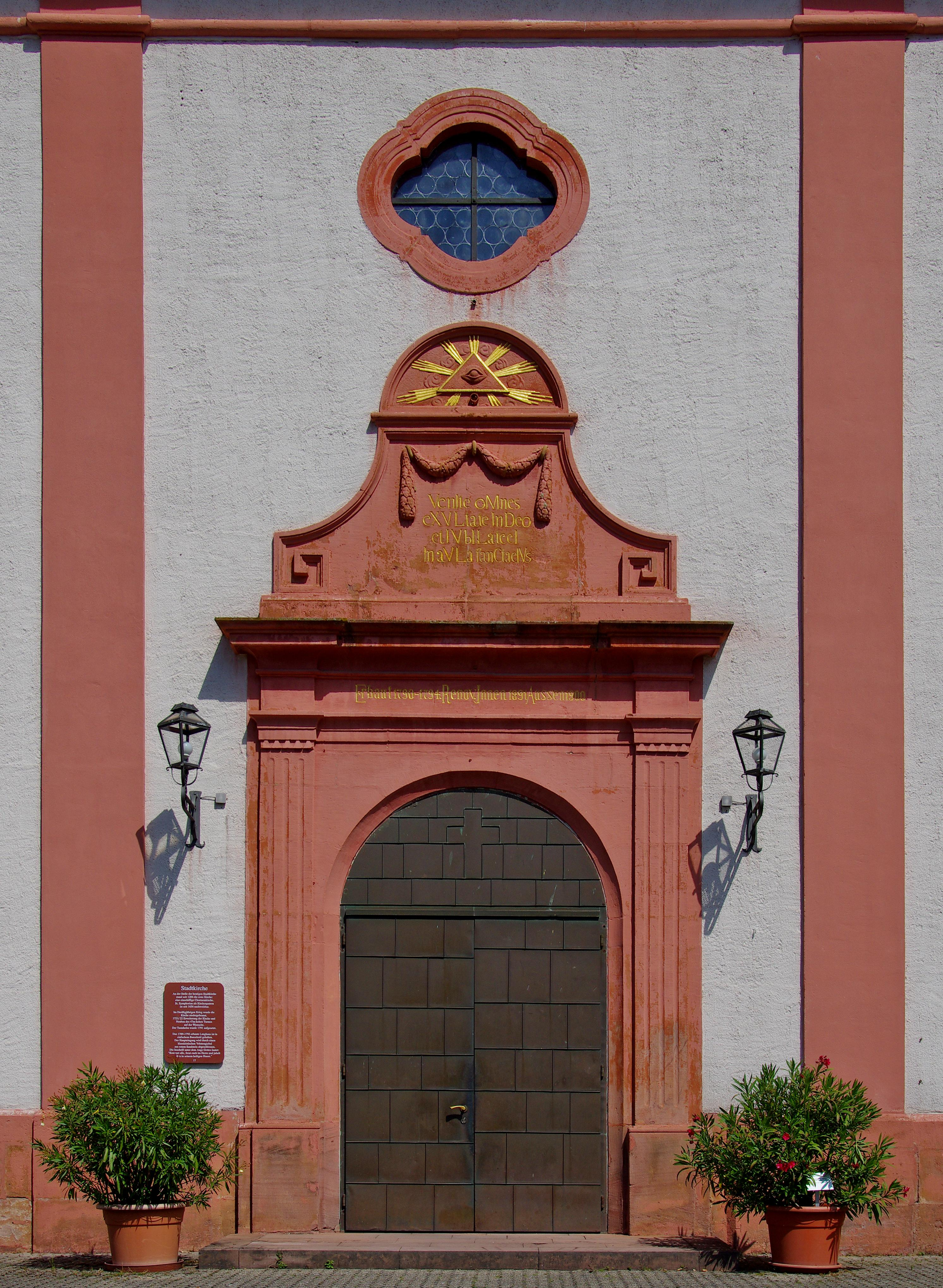
Portal
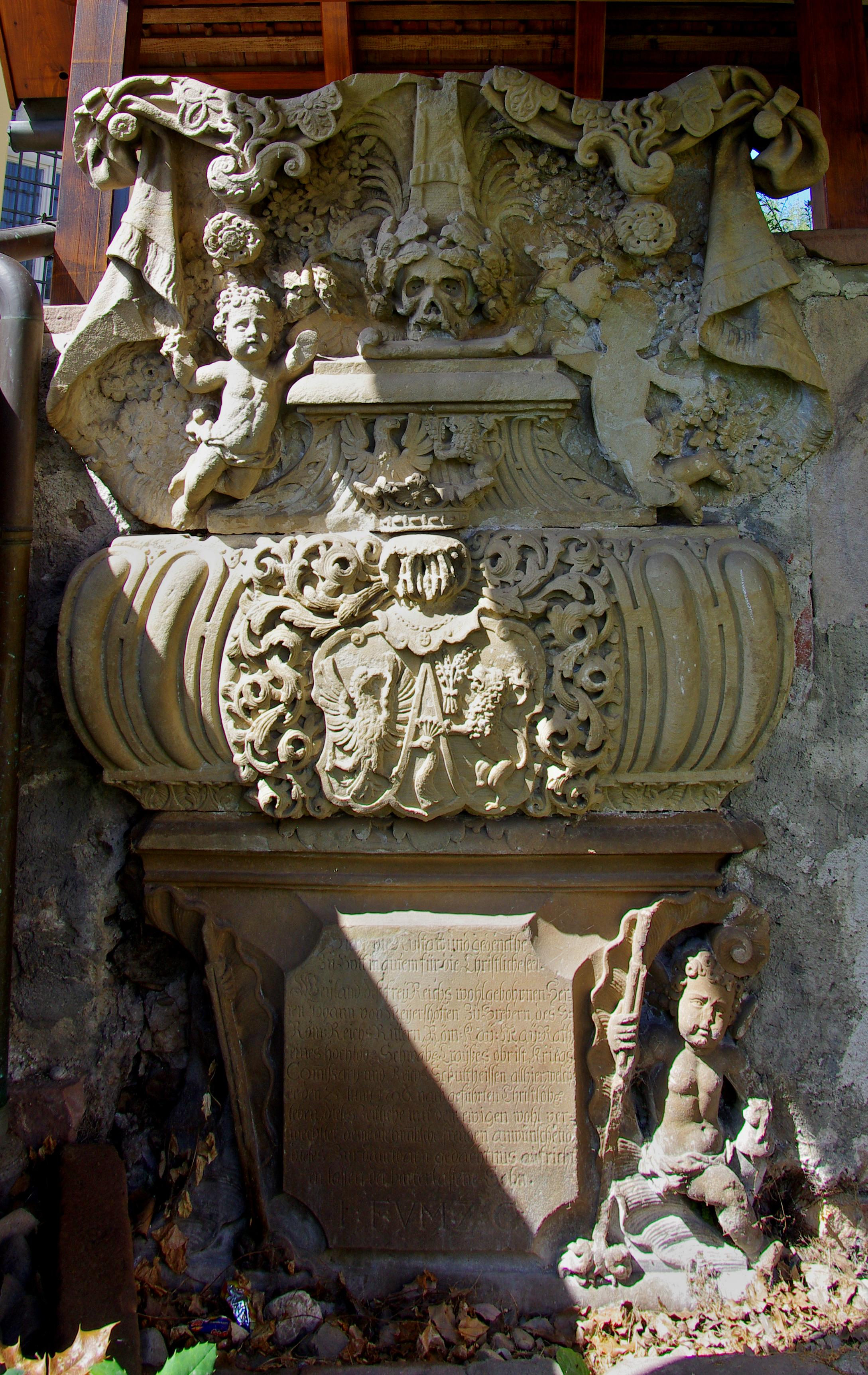
Grabmal des Johann von Meyershofen

St. Symphorian liegt, von der Mauer des ehemaligen Friedhofs umgeben, nordöstlich des Ortskerns außerhalb der alten Stadtmauer. Es ist ein einfacher Bau. An den Turm mit Pyramidendach schließt sich das Rechteck von Schiff und architektonisch nicht abgesetztem Chor an. Das Rot von Lisenen, Fensterlaibungen und Eckquadern des Turms belebt das Äußere. Eigentliche Fassade ist die Südseite mit dem Haupteingang unter einem klassizistischen Volutengiebel, darin das „Auge Gottes“ und ein weiteres, die Jahreszahl „1792“ ergebendes Chronogramm:
| VenIte oMnes eXVLtate In Deo et IVbILate eI In aVLa sanCta eIVs | (deutsch): Kommet alle, freut euch in Gott und jubelt ihm zu in seinem heiligen Hause. |

Zusätzliche Eingänge liegen in der Nordwand gegenüber dem Haupteingang und im Turm.
Südwestlich stehen an der Friedhofsmauer Grabmäler aus der Vorgängerkirche. Hervorzuheben ist das Epitaph für Johann von Meyershofen, gestorben 1706, den Philipp Winterhalder meißelte. „Aufwendige Prachtentfaltung, Blütendekoration, die Amoretten mit den gerollten Löckchen ..., alle Details verraten unbezweifelbar die Hand des Gengenbacher Bildhauers.“

## Glocken
Im Kirchturm hängt in einem stählernen Glockenstuhl ein fünfstimmiges Glockengeläut aus Bronze an Jochen aus Eichenholz, das 1950 von Friedrich Wilhelm Schilling aus Heidelberg gegossen wurde:
| Glocke | Name               | Durchmesser | Gewicht | Schlagton |
| ------ | ------------------ | ----------- | ------- | --------- |
| 1      | Hl. Dreifaltigkeit | 1485 mm     | 1941 kg | c'+5      |
| 2      | Hl. Maria          | 1230 mm     | 1082 kg | es'+5     |
| 3      | Hl. Symphorian     | 1080 mm     | 0726 kg | f'+5      |
| 4      | Herz Jesu          | 0975 mm     | 0502 kg | g'+5      |
| 5      | Hl. Joseph         | 0800 mm     | 0273 kg | b'+7      |

Alle vier Seiten des Turmes sind mit Uhrzifferblättern versehen. Alle Glocken sind in den Uhrschlag der Turmuhr einbezogen: Die Glocken 1 und 2 liefern den wiederholenden Stundenschlag, die anderen schlagen zu jeder Viertelstunde.

## Inneres
Dünne Pilaster gliedern die Wände. Von ihnen aufsteigend, schneiden Stichkappen in die flache Decke ein. Im Westen tragen zwei Säulen die Orgelempore mit vorschwingender Brüstung.

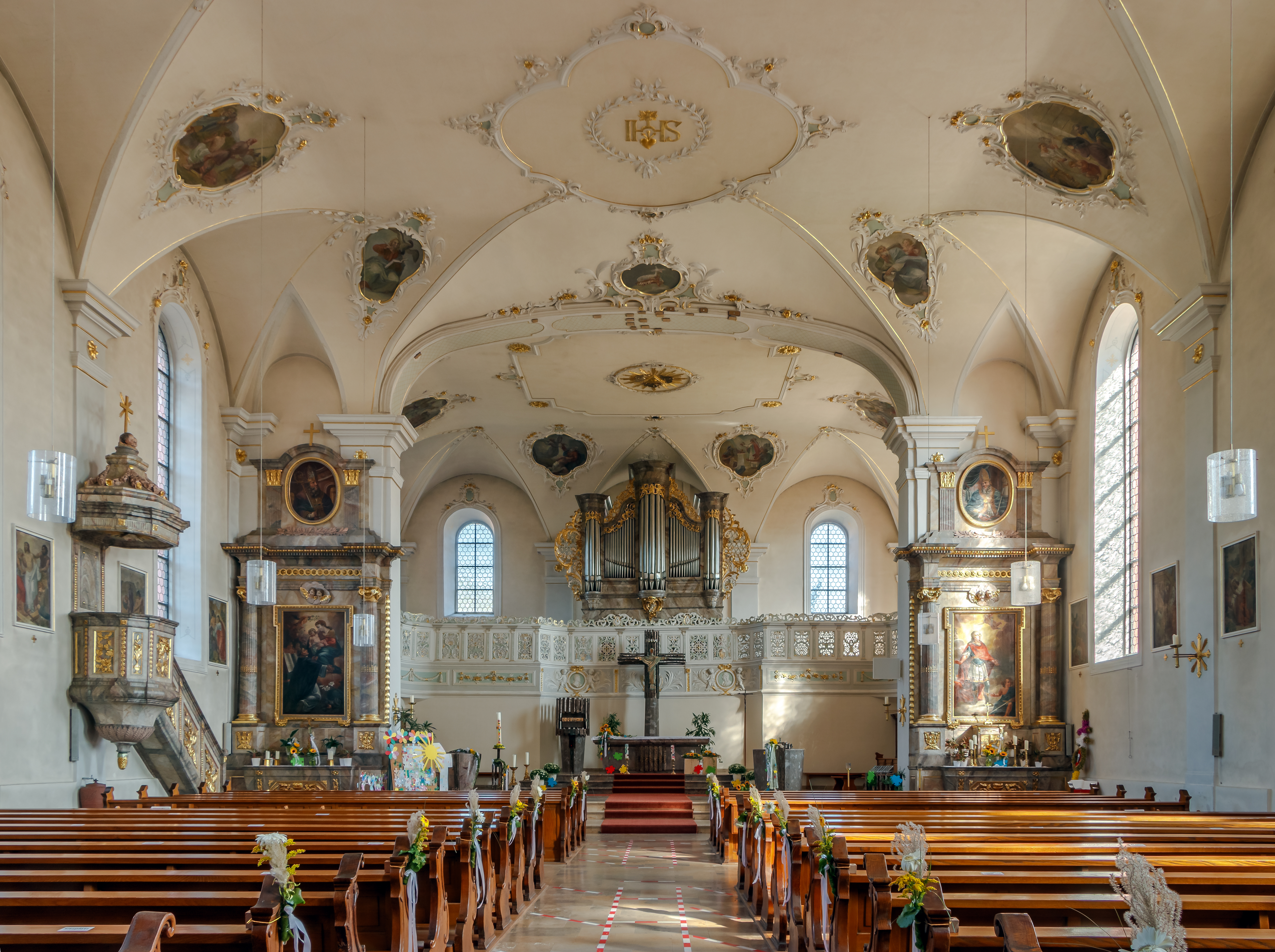
Inneres Richtung Ost
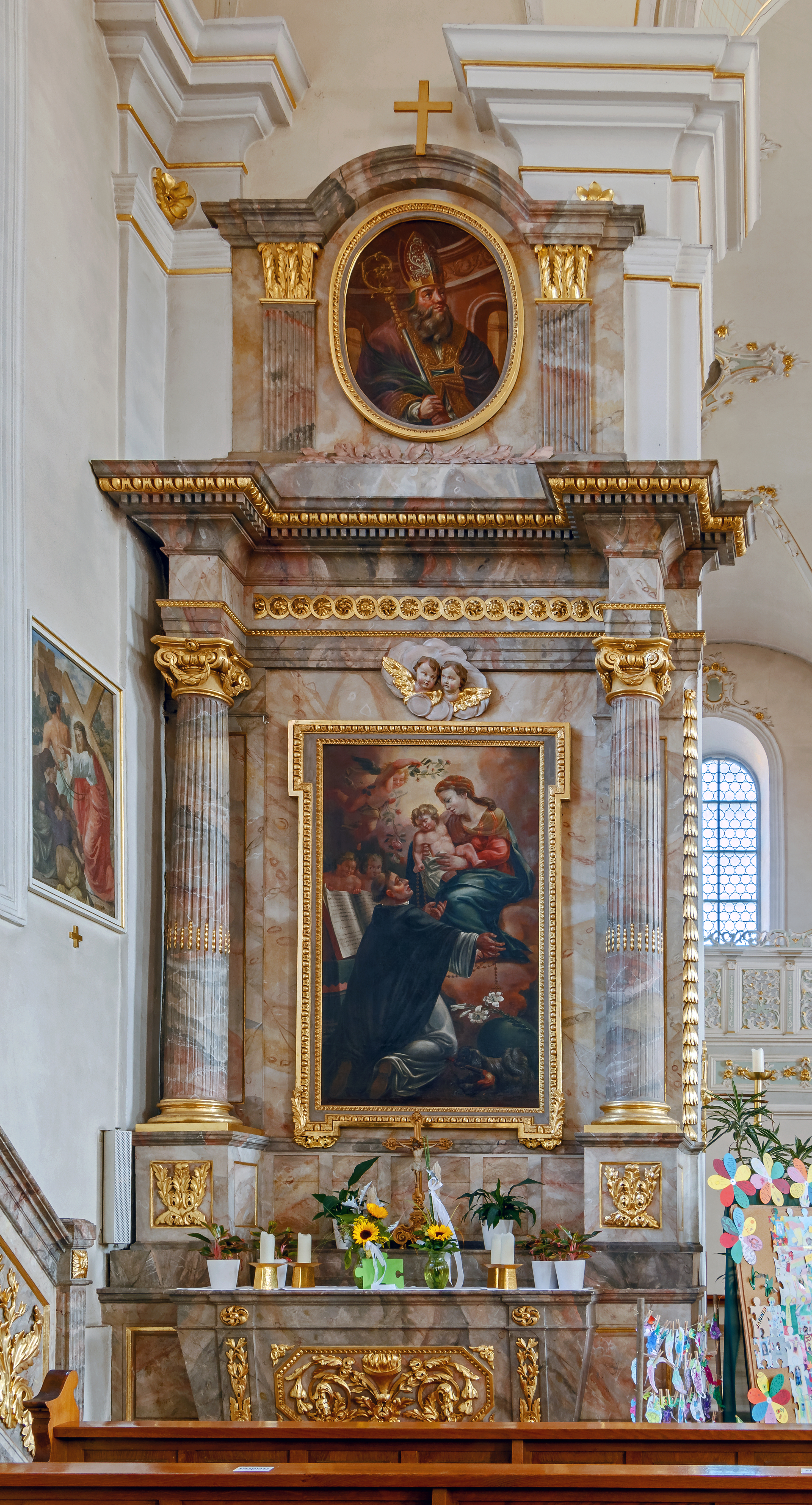
Linker Seitenaltar
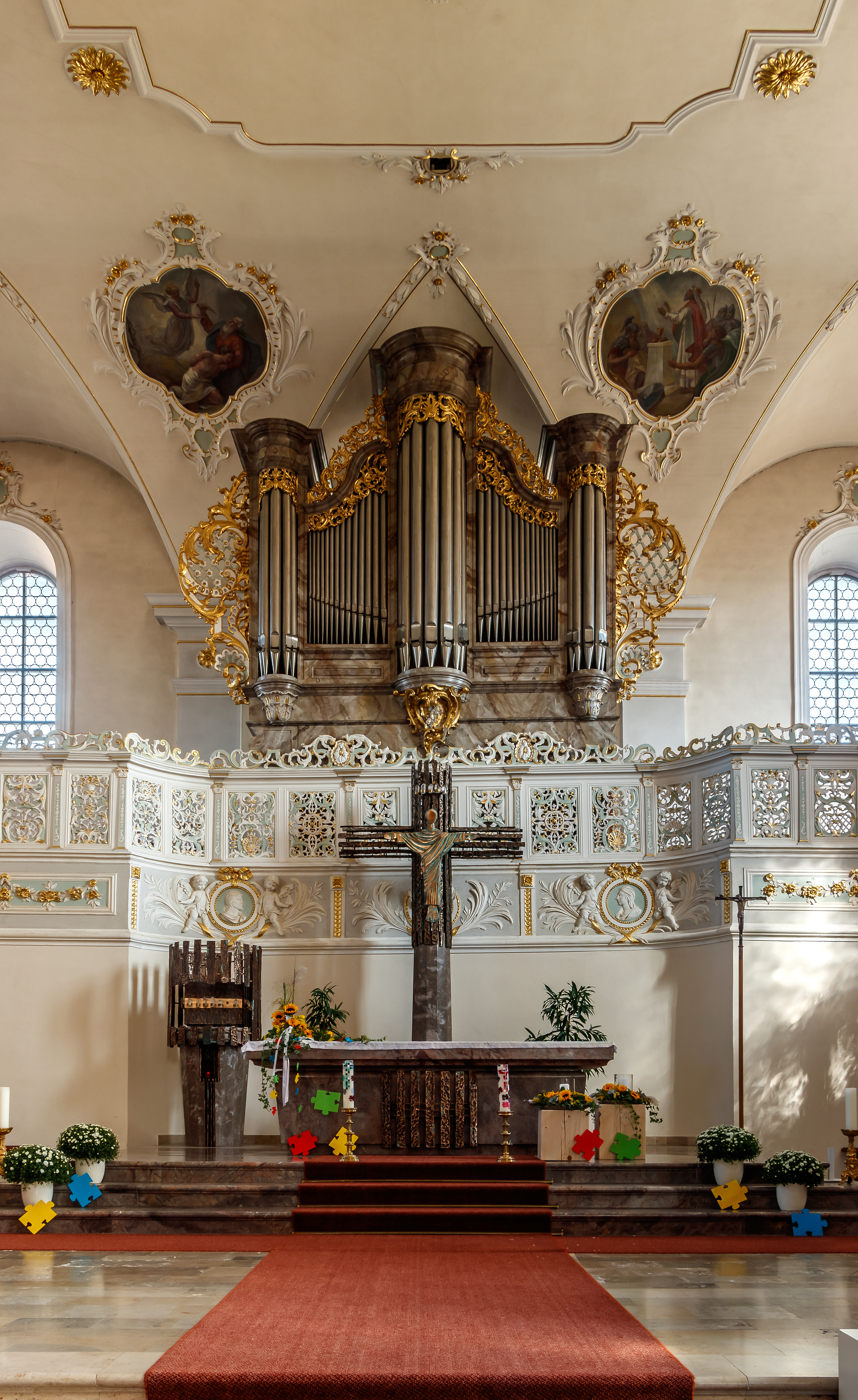
Hochaltar
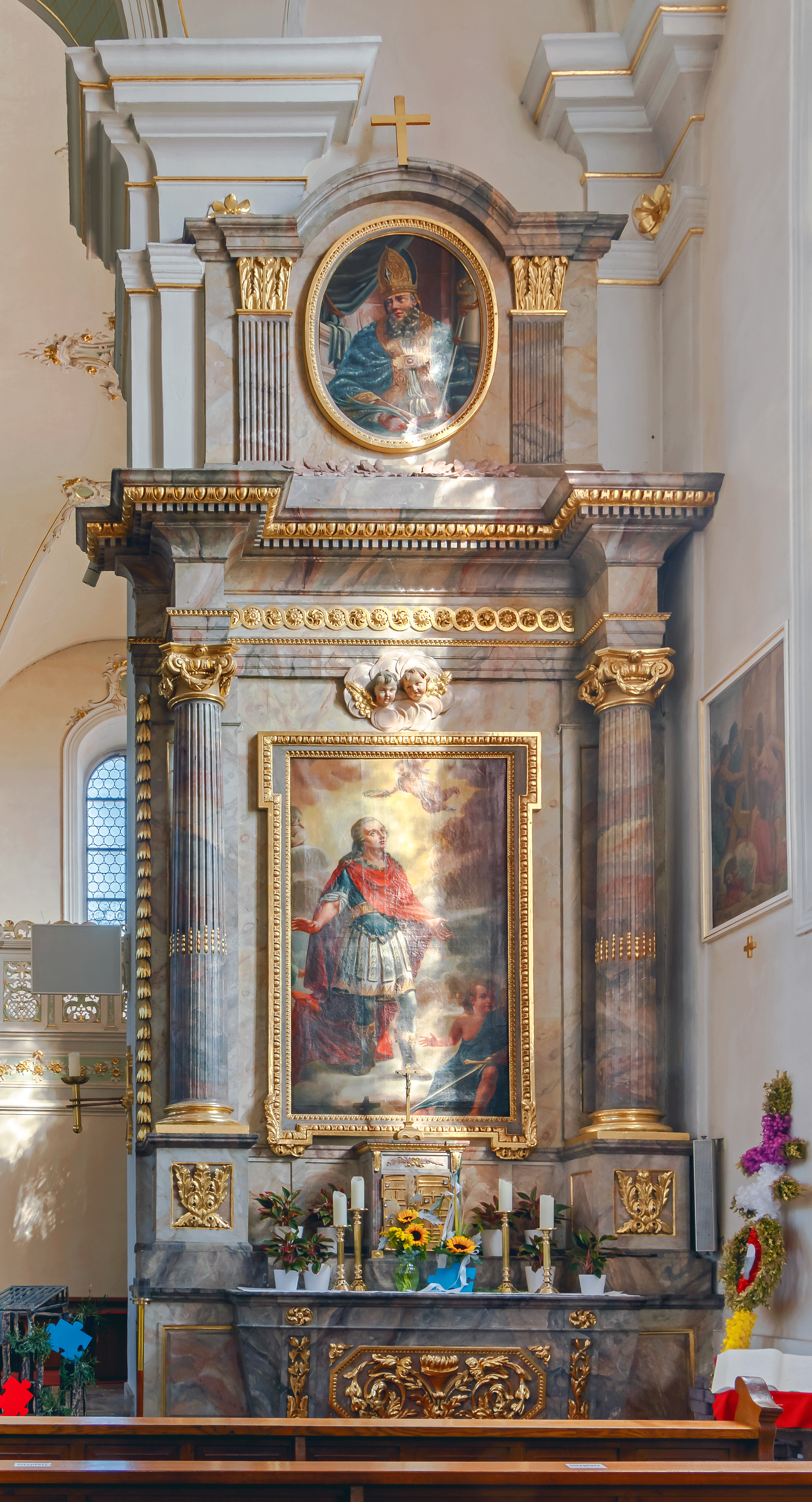
Rechter Seitenaltar
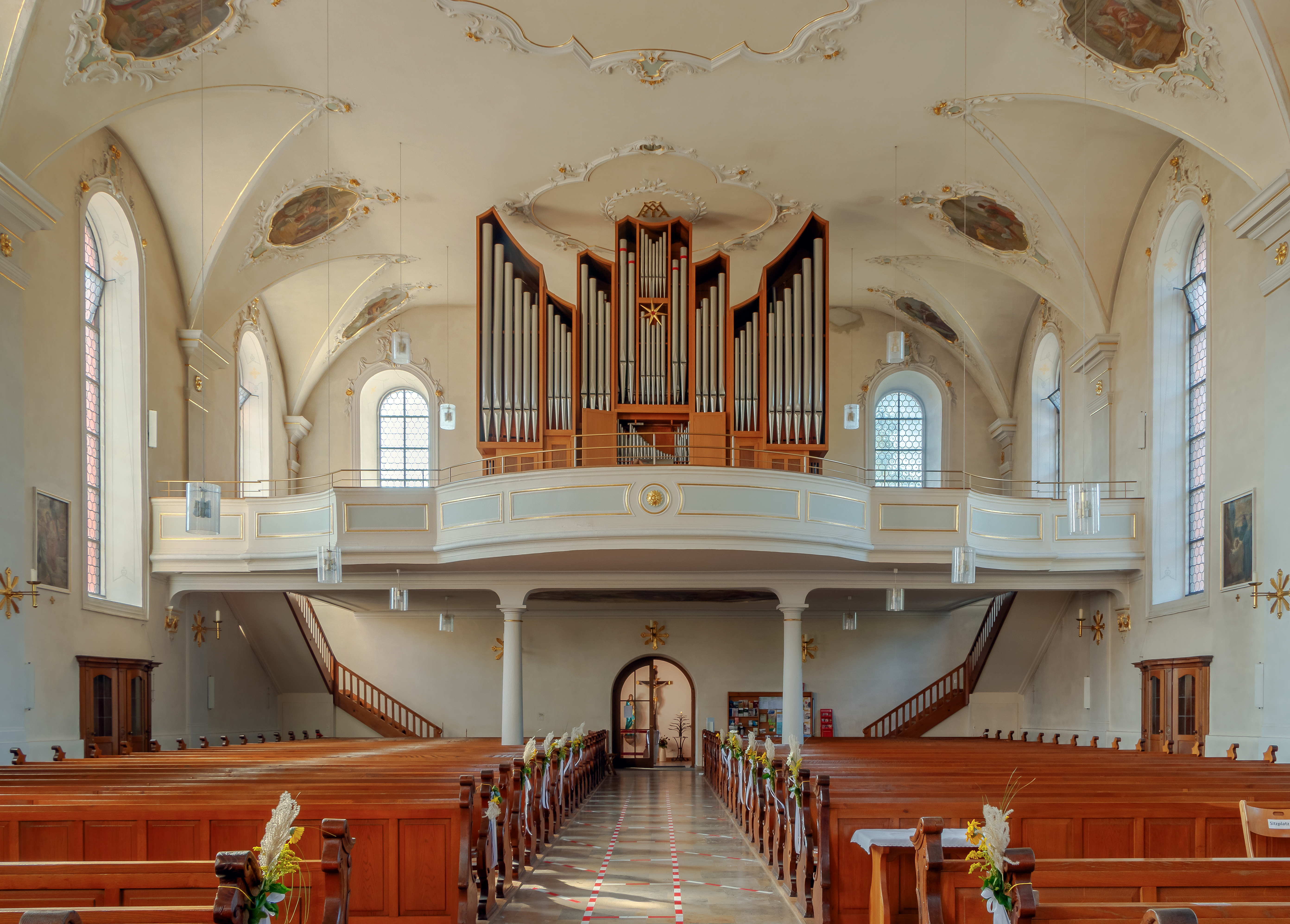
Inneres Richtung West
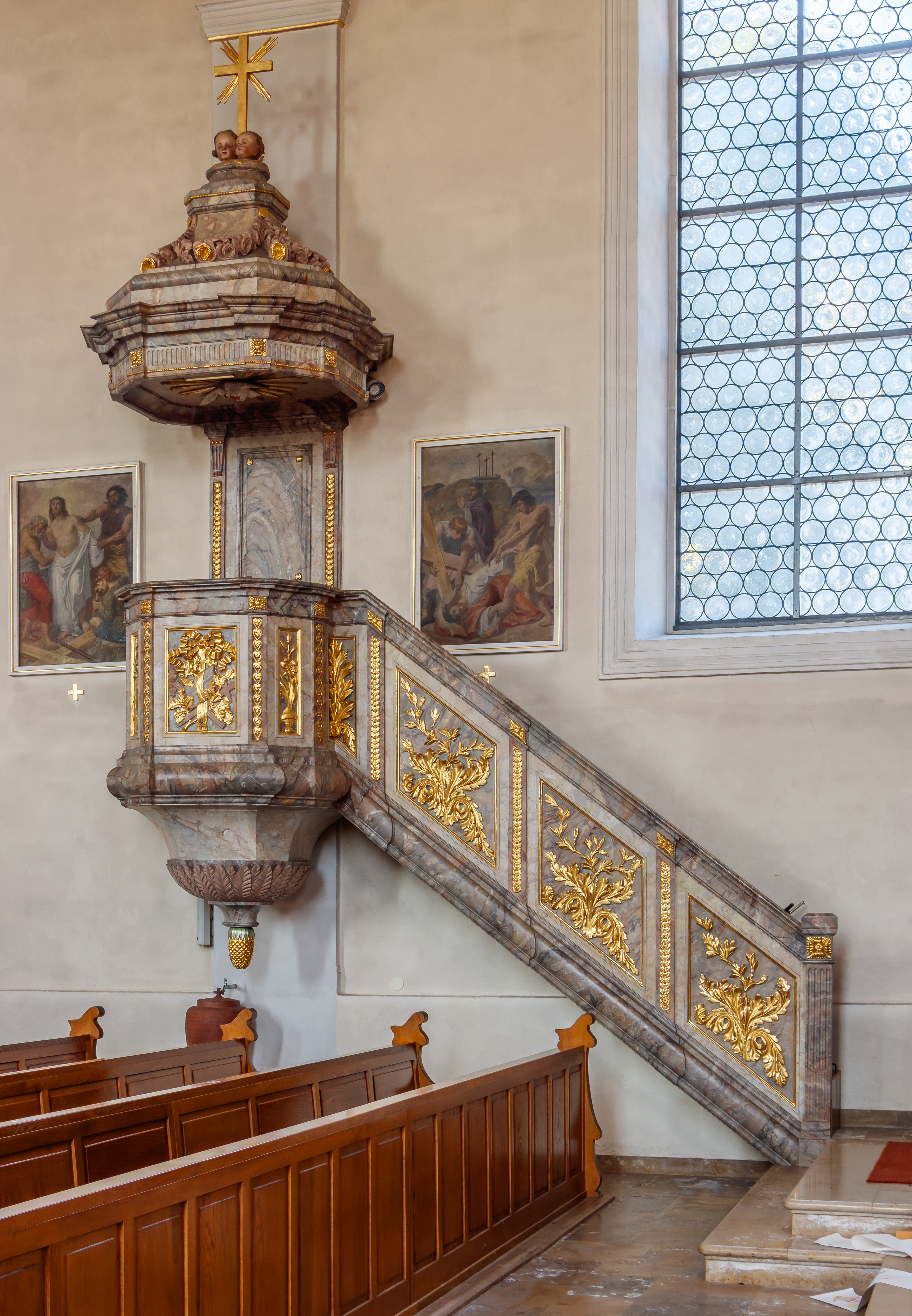
Kanzel

Zarter Stuck mit Rocaillen schmückt die Decke und die Bögen der Rundbogenfenster und umrahmt die Deckengemälde. Er wurde gefertigt von Martin Zobel. In der Mitte der Decke ist golden das Herz Jesu mit dem Jesusmonogramm IHS, an der Chordecke ein weiteres Mal das „Auge Gottes“ angebracht. Oberhalb der Pilaster illustrieren acht Medaillons von Johann Stanislaus Schaffroth das Leben des heiligen Symphorian.
Der heutige Hochaltar, der Ambo und der Taufstein aus rötlich marmoriertem Stein wurden von Anton Kunz aus Pforzheim für die 1965er, das Kreuz hinter dem Hochaltar und der Tabernakel aus Bronze von Gregor Telgmann aus Kamen für die 1988er Altarraumumgestaltung geschaffen.
Die klassizistischen Seitenaltäre stammen ebenfalls von Franz Käßhammer. Der linke Altar zeigt im Hauptbild die Rosenkranzspende an den heiligen Dominikus, neben dem – persönliches Attribut – ein Hund eine Fackel im Maul trägt, im Oberbild den heiligen Ambrosius. Der rechte Altar zeigt im Hauptbild den heiligen Symphorian als Soldat, neben dem ein kleiner Engel ein Schwert trägt, im Oberbild den heiligen Augustinus. Das Symphorianbild war Hauptbild des alten Hochaltars des 18. Jahrhunderts.
Den Kreuzweg malte Konrad Schmider (1859–1898) aus Wolfach.
Orgel
Die Orgel befand sich ursprünglich, wie sonst oft in reformierten Kirchen, an der Stirnwand des Chores hinter dem Hochaltar. Erhalten ist der Prospekt des 1792 von Matthias Martin aufgestellten, aus der Straßburger Franziskanerkirche übernommenen Instruments, das möglicherweise etwa 1730 von Andreas Silbermann gebaut worden war. Franz Käßhammer aus Straßburg fertigte dazu ein reich geschnitztes Gitter aus Holz an, das ebenfalls erhalten ist. 1888 wurde von der Werkstatt H. Voit & Söhne in das alte Gehäuse ein neues Instrument eingebaut, das 1941 von der Firma M. Welte & Söhne aus Freiburg umgebaut wurde. Da die Qualität des Instruments zu wünschen übrig ließ, wurde in den 1960er Jahren eine neue Orgel in Auftrag gegeben. Die alte Orgel wurde aber an ihrem Platz belassen.
Die heutige Orgel befindet sich auf der in der Mitte ausschwingenden Empore im hinteren Teil der Kirche. Sie wurde 1970 von Rudolf Kubak aus Augsburg als Opus 16 aufgebaut. Das Instrument verfügt über 25 Register auf zwei Manualen und Pedal.